# 안검이완
안검이완(眼瞼弛緩, 안검이완증, 안검피부이완, 안검피부이완증) 또는 눈꺼풀피부이완증(눈꺼풀피부처짐)은 눈꺼풀 피부를 포함한 연부조직(soft tissue)이 처진 상태를 일컫는 말이다. 노화현상으로 피부탄력이 떨어지면서 피부가 늘어지는 것이 일반적인 현상이지만, 눈꺼풀의 반복적 염증, 눈꺼풀의 과부하요소 (burden factor), 눈의 지속적인 부종 등에 의해서도 발생할 수 있으며, 안검이완의 상태가 더 악화될 수 있다.

## 병인
안검이완은 대부분 특발성이므로 정확한 원인은 알려져 있지 않다. 안검이완 계통의 질병으로는 신무형성, 척주 이상, 선천성 심장병이 있다.

## 합병증
안검이완의 합병증에는 안검염, 시야결손, 두통, 피곤감, 결막 충혈 (안와의 수분 조직을 통한 과도한 혈류), 결막 부종, 안검내반, 안검외반, 안검하수 등이 있다.

## 치료
성형외과의사나 안과의사와 같은 눈꺼풀 수술 트레이닝을 받은 의사는 적절한 수술 방법을 결정하여 수행할 것이 요구된다. 다음의 항목들은 안검이완을 위해 기술된 수술이다:
- 외안검거근 건막 주입(External levator aponeurosis tuck)
- 안검성형술
- 외안각성형수술
- 진피 지방 접목술
- 눈썹하거상술 Infrabrow Excisional Blepharoplasty
- 이중검성형술